# Romeleklint

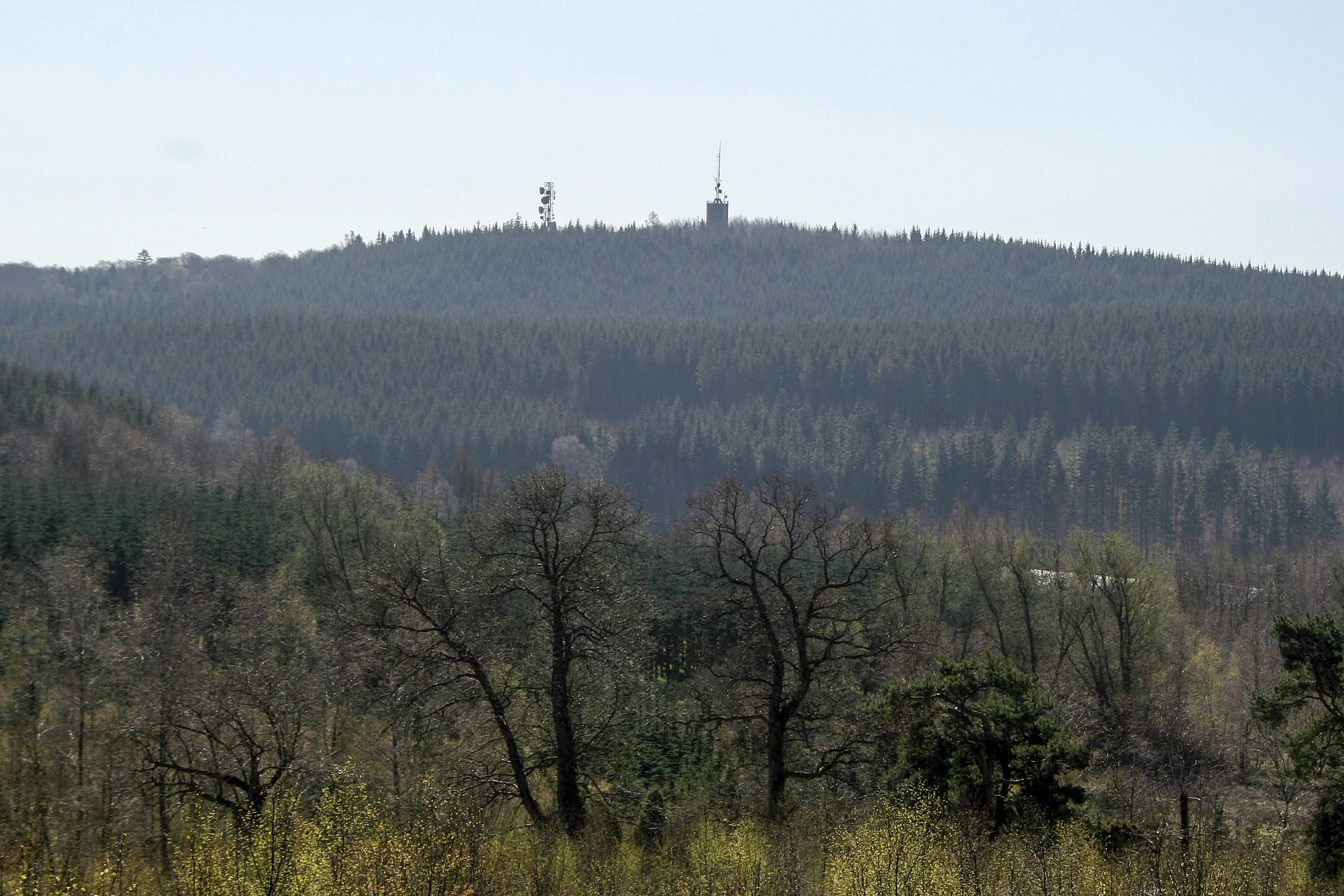
Klinten med de två masterna.

Romeleklint är en klint, och likaså den näst högsta punkten på Romeleåsen. (Högst med sina 186 m. ö. h., är Kläggerödshöjden i byn Kläggeröd vid Stenberget mellan Veberöd och Skurup.)
Romeleklint är den mest kända höjden på Romeleåsen, och ligger i Lunds kommun några kilometer sydväst om Veberöd. Över klinten passerar Skåneleden. Klinten har en höjd på 175 meter över havet. Här dominerar barrskog, vilket är ovanligt för denna del av Skåne. 
På och strax intill klinten finns två master, inklusive ett fundament för en PH-39 höjdmätningsradar, som en gång tillhörde Radargruppcentralen Hinden i Luftförsvarssektor S1 W. Mycket av anläggningen används nu av Telia.
Vid sidan om Romeleklint ligger två något mindre höjder: Jävan, som tidigare inhyste Lunds observatoriums observationsstation,  och Väderkullen, där tidigare raststugan och vandrarhemmet Romelestugan var belägen. På Väderkullen finns idag spa- och konferensanläggningen The Lodge.